# Csikós

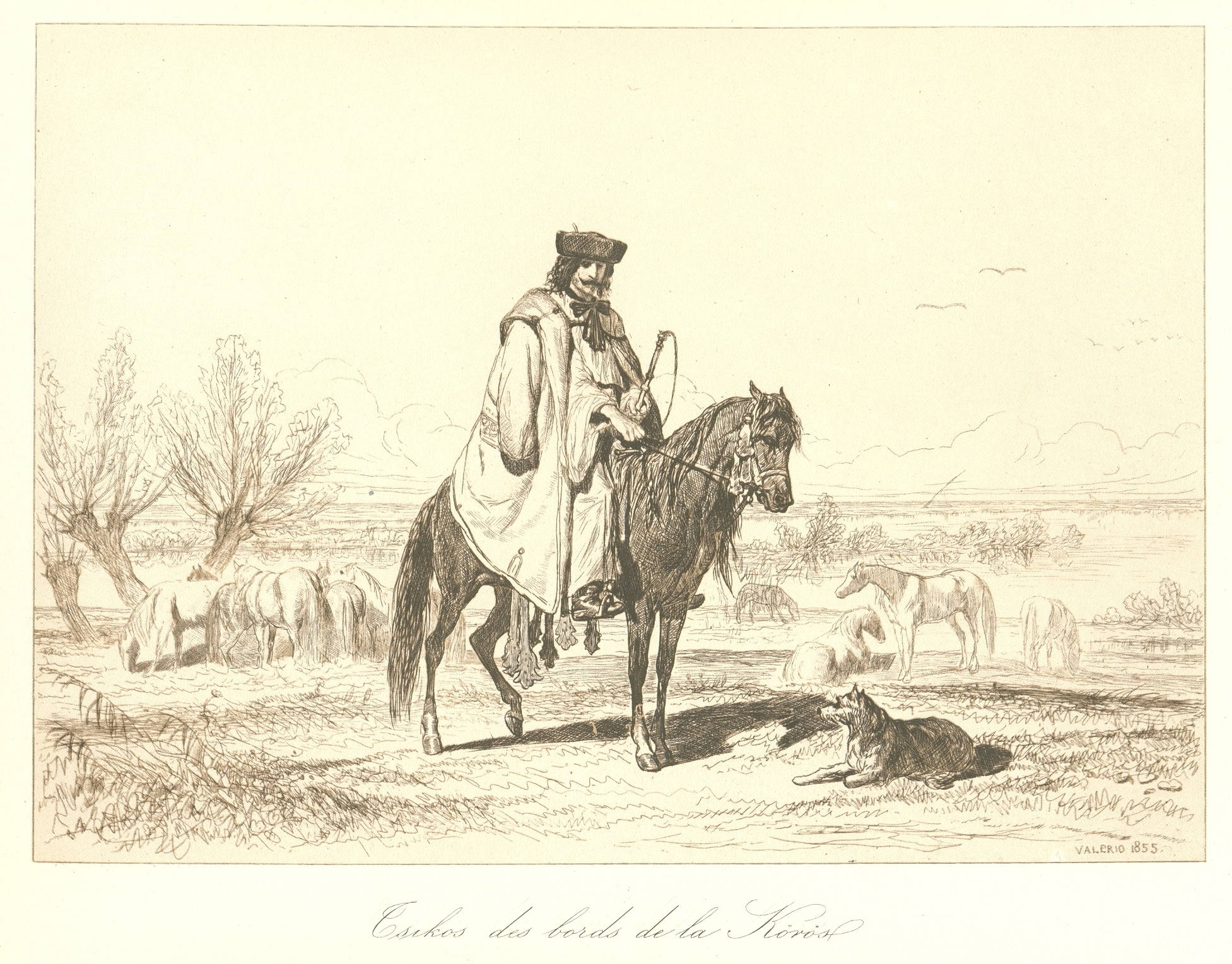
Csikós in der Puszta in der Nähe des Flusses Körös (1855)

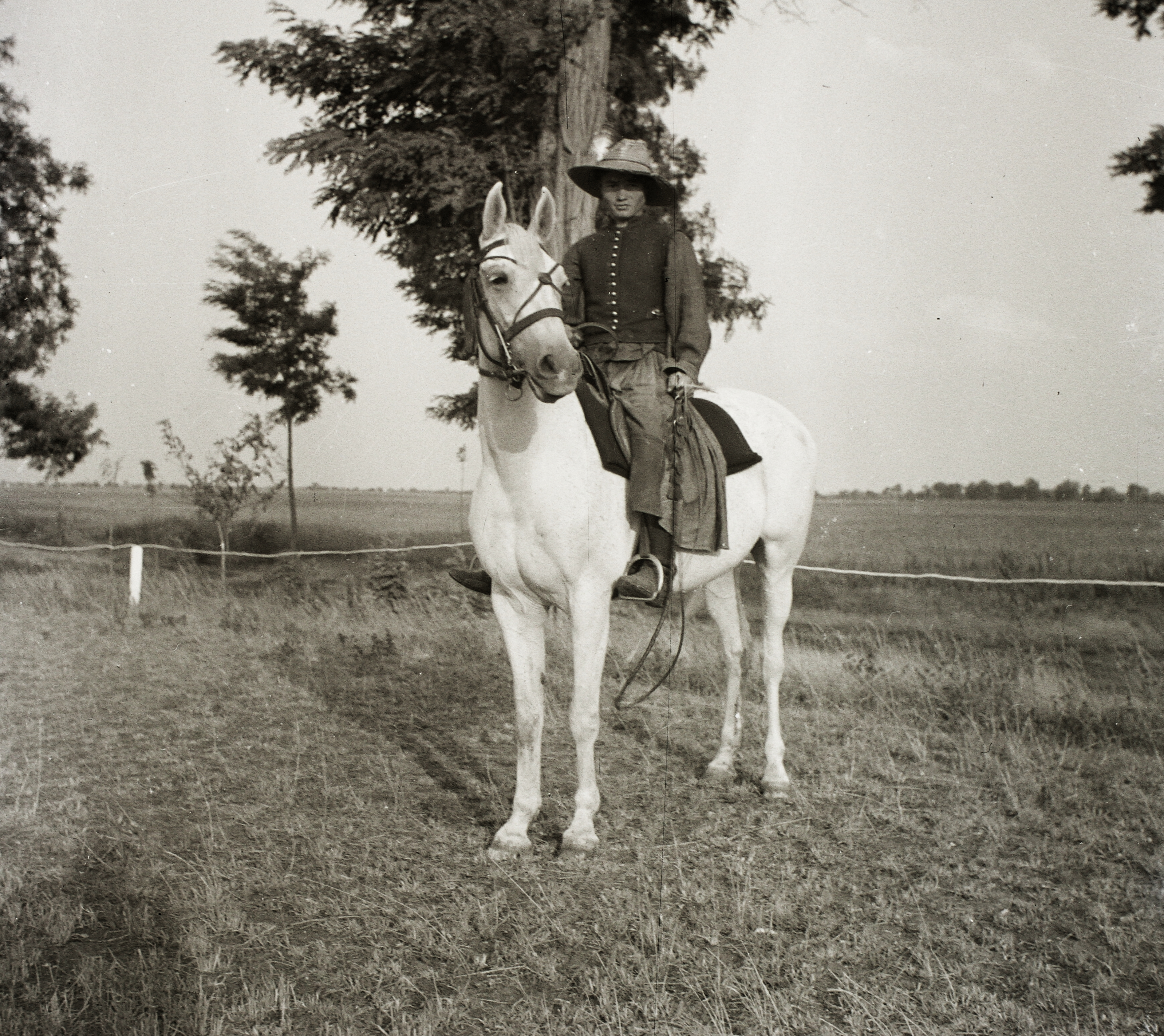
Csikós bei Hortobágy (1935)

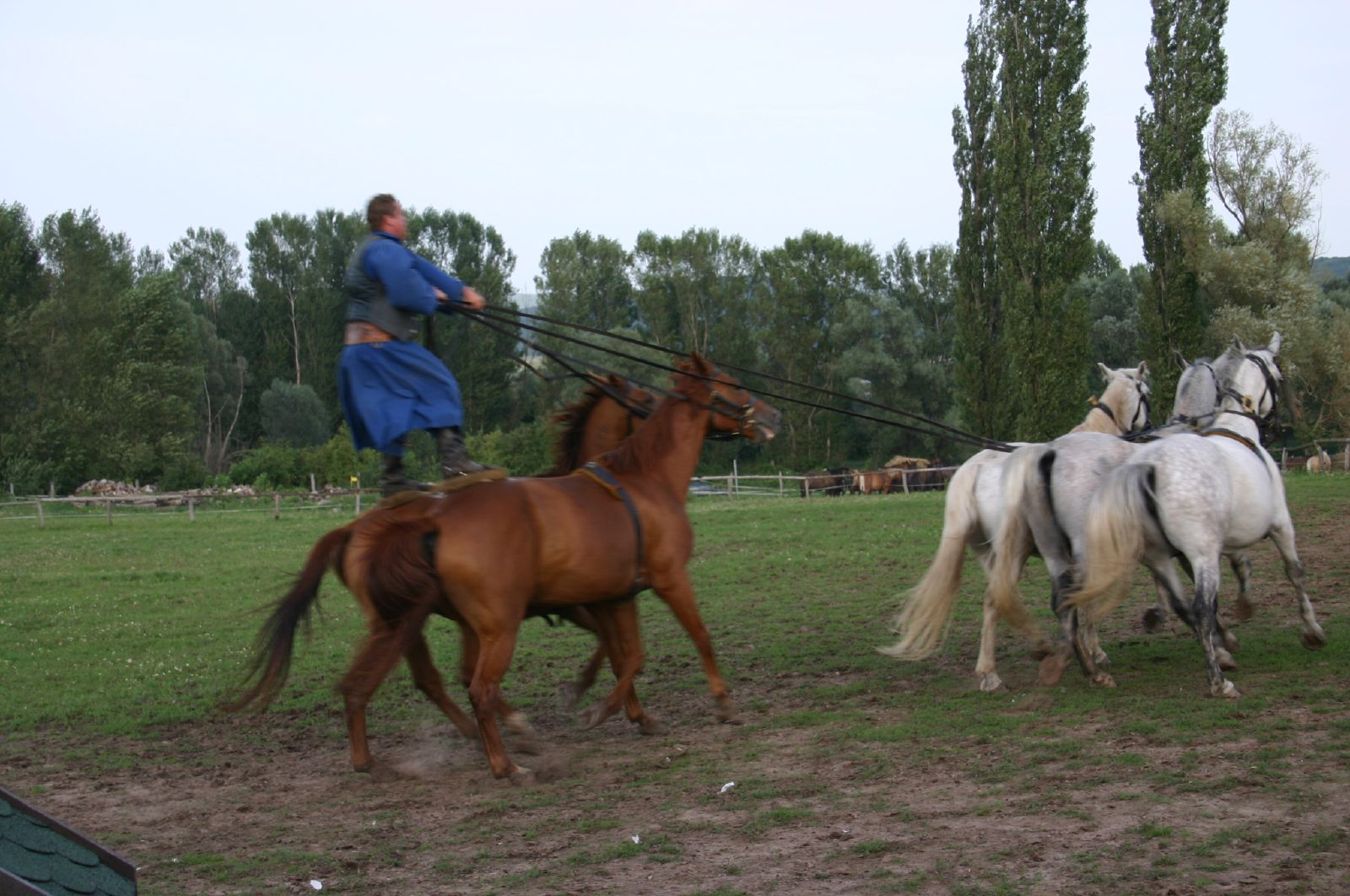
Touristische Vorführung der „Ungarischen Post“

Als Csikós (kroatisch und serbisch čikoš) wird ein ungarischer Pferdehirt bezeichnet. Pferdehirten gab es in allen Teilen des ungarischen Königreichs. Schon seit der Zeit der Árpáden dienten sie dem Königshaus, Adligen, Großgrundbesitzern und Bauern. Traditionell bestand eine wichtige Aufgabe darin, Nutztierherden zusammen zu halten und zu bewachen. Die ungarische Puszta gilt als Heimat der Pferdehirten. Sie sind bekannt für ihre Dressurleistungen und Reitkünste. Heute noch kann man bei Hortobágy oder Tahitótfalu Vorstellungen der Reitkünste besuchen.
Der Csikós ist nach dem Rinderhirten (ungarisch gulyás) der angesehenste unter den ungarischen Hirten.

## Ungarische Post
Ein Beispiel für die artistischen Leistungen der Pferdehirten ist die Formation ungarische Post, bei welcher der Csikós auf dem Rücken zweier Pferde steht, während er drei weitere Pferde als Gespann vor sich traben lässt. Traditionell konnten Csikós auf den Pferden stehend die weitläufigen Felder besser überblicken und so Gefahren schneller ausmachen. Heutzutage wird diese beeindruckende Reitweise allerdings vornehmlich in Shows gezeigt.